# Liste de jeux Master System
Liste de jeux fonctionnant sur la console Master System triés par ordre alphabétique. Voir aussi la catégorie Jeu Master System
- Haut – A
- B
- C
- D
- E
- F
- G
- H
- I
- J
- K
- L
- M
- N
- O
- P
- Q
- R
- S
- T
- U
- V
- W
- X
- Y
- Z

## 0-9
- 20-em-1

## A
- Ace of Aces
- Action Fighter
- Addams Family, The
- Aerial Assault
- After Burner
- Air Rescue
- Aladdin
- Alex Kidd BMX Trial
- Alex Kidd in High-Tech World
- Alex Kidd in Miracle World (intégré dans certaines versions de la console)
- Alex Kidd in Shinobi World
- Alex Kidd: The Lost Stars
- ALF
- Alien 3
- Alien Storm
- Alien Syndrome
- Altered Beast
- American Baseball
- American Pro Football
- Andre Agassi Tennis
- Arcade Smash Hits
- Ariel the Little Mermaid
- Assault City
- Astérix
- Astérix and The Great Rescue
- Astérix and the Secret Mission
- Astro Warrior
- Astro Warrior and Pit Pot
- Aztec Adventure: The Golden Road to Paradise

## B
- Back to the Future Part II
- Back to the Future Part III
- Baku Baku Animal
- Bank Panic
- Basketball Nightmare
- Batman Returns
- Battle Out Run
- Black Belt
- Blade Eagle 3-D
- Bomber Raid
- Bonanza Bros.
- Bram Stoker's Dracula
- Bubble Bobble

## C
- California Games
- California Games 2
- Captain Silver
- Casino Games
- Castle of Illusion
- Champions of Europe
- Champion Pro Wrestling
- Chase H.Q.
- Cheese Cat-astrophe
- Choplifter
- Chuck Rock
- Chuck Rock II: Son of Chuck
- Cloud Master
- Columns
- Congo Bongo
- Cool Spot
- Cyber Shinobi
- Cyborg Hunter

## D
- Daffy Duck in Hollywood
- Danan: The Jungle Fighter
- Dead Angle
- Deep Duck Trouble
- Desert Speedtrap
- Desert Strike: Return to the Gulf
- Dick Tracy
- Double Dragon
- Double Hawk
- Dragon Crystal
- Dynamite Duke
- Dynamite Dux

## E
- ESWAT: City Under Siege
- Ecco the Dolphin
- Enduro Racer

## F
- F1
- F-16 Fighter
- Fantastic Dizzy
- Fantasy Zone
- Fantasy Zone II: The Tears of Opa-Opa
- Fantasy Zone: The Maze
- Férias Frustradas do Pica-Pau
- FIFA International Soccer
- Fire and Forget 2
- Fire and Ice
- Flash, The
- Flintstones, The
- Forgotten Worlds

## G
- G-LOC: Air Battle
- Gain Ground
- Galaxy Force
- Gangster Town
- Gauntlet
- Ghostbusters
- Ghost House
- Ghouls 'n Ghosts
- Global Defense
- Global Gladiators
- Golden Axe
- Golden Axe Warrior
- Golfmania
- Golvellius
- GP Rider
- Great Baseball
- Great Golf
- Great Volleyball

## H
- Hang-On (Intégré dans certaines versions de la console)
- Heroes of the Lance
- Home Alone

## I
- Impossible Mission
- Incredible Crash Dummies, The
- Incredible Hulk, The
- Indiana Jones and the Last Crusade: The Action Game

## J
- James Bond 007: The Duel
- James Pond 2: Codename RoboCod
- Joe Montana Football
- Jurassic Park

## K
- Kenseiden
- Klax
- Krusty's Super Fun House
- Kung Fu Kid

## L
- Laser Ghost
- Lemmings
- Livre de la jungle, Le
- Line of Fire
- Lord of the Sword
- Lucky Dime Caper starring Donald Duck, The

## M
- Marble Madness
- Master of Combat
- Master of Darkness
- Maze Hunter 3D
- Mercs
- Michael Jackson's Moonwalker
- Mickey Mouse: Land of Illusion
- Missile Defense 3D
- Mickey Mouse: Legend of Illusion
- Micro Machines
- Miracle Warriors: Seal of the Dark Lord
- Monopoly
- Mortal Kombat
- Mortal Kombat II
- My Hero

## N
- New Zealand Story, The
- Ninja Gaiden

## O
- Operation Wolf
- Out Run Europa
- Olympic Gold

## P
- Pac-Mania
- Ms Pac-Man
- Paperboy
- Parlour Games
- Penguin Land
- Phantasy Star
- Populous
- Poseïdon Wars 3D
- Power Strike
- Predator 2
- Prince of Persia
- Pro Wrestling
- Psychic World
- Psycho Fox
- Putt and Putter

## Q
- Quartet

## R
- R-Type
- R.C. Grand Prix
- Rainbow Islands
- Rambo III
- Rampage
- Rampart
- Rastan
- Renegade
- Rescue Mission
- Rise of the Robots
- RoboCop 3
- RoboCop versus The Terminator
- Le Roi Lion
- Rocky
- Running Battle
- Rygar

## S
- Safari Hunt (intégré dans certaines versions de la console)
- Schtroumpfs autour du monde, Les
- Scramble Spirits
- Secret Command
- Sega Chess
- Sensible Soccer
- Sagaia
- Simpsons, The: Bart vs. the Space Mutants
- Shinobi
- Shooting Gallery
- Smash TV
- Sonic the Hedgehog
- Sonic the Hedgehog 2
- Sonic Chaos
- Space Harrier 3-D
- Special Criminal Investigation
- Speedball
- SpellCaster
- Spider-Man: Return of the Sinister Six
- Spy vs. Spy
- Star Wars
- Streets of Rage
- Streets of Rage 2
- Strider
- Strider II
- Submarine Attack
- Summer Games
- Super Off Road
- Super Kick Off
- Super Monaco GP
- Super Monaco GP II
- Super Space Invaders
- Super Tennis
- Super Tetris

## T
- T2: The Arcade Game
- Taz-Mania
- Tecmo World Cup '93
- Teddy Boy
- Tennis Ace
- The Terminator
- Terminator 2: Judgment Day
- The Ninja
- Thunder Blade
- Time Soldiers
- Tom and Jerry
- Transbot

## U
- Ultima IV
- Ultimate Soccer

## V
- Vigilante
- Virtua Fighter Animation

## W
- Wanted
- Where in the World is Carmen Sandiego?
- Wimbledon
- Wimbledon II
- Winter Olympics
- Wolfchild
- Wonder Boy
- Wonder Boy in Monster Land
- Wonder Boy in Monster World
- Wonder Boy III: The Dragon's Trap
- World Class Leaderboard
- World Cup Italia '90
- World Cup USA '94
- World Games
- World Grand Prix
- World Soccer
- WWF WrestleMania: Steel Cage Challenge

## X
- X-Men: Mojo World
- Xenon 2: Megablast

## Y
- Ys: The Vanished Omens

## Z
- Zaxxon 3-D
- Zillion
- Zillion II
- Zool

- Haut – A
- B
- C
- D
- E
- F
- G
- H
- I
- J
- K
- L
- M
- N
- O
- P
- Q
- R
- S
- T
- U
- V
- W
- X
- Y
- Z